# Mina Harker
Mina Harker is een Duitse gothicband. De band is sinds 2005 actief. In oktober 2008 hebben ze hun eerste album Tiefer (vertaald: Dieper) uitgegeven.

De muziek is een mix van gothic, industrial, rock en pop en is voornamelijk elektronisch geproduceerd.

Mina Harker is vooral bekend vanwege haar duet met Dero van Oomph!: Bis zum Tod.

Tevens was zij te horen in het nummer Keine Macht van de groep Terminal Choice.

De groep is vooral bekend geworden doordat zij in het voorprogramma van Oomph! zat tijdens de tournee van het album Monster. Waar zij ook meezong met het nummer Bis zum Schluss.

In 2008 stonden ze op het Amphi Festival.

In het najaar van 2009 op het M'era Luna festival in Hildesheim Duitsland

## Discografie
- Tiefer (CD/2008)
- Bittersüß (CD/2011)